# Franco Costanzo
Franco Costanzo Geymonat (Río Cuarto, Provincia de Córdoba, 5 de septiembre de 1980) es un exfutbolista argentino. Jugaba de arquero.

## Trayectoria

### River Plate
Se inició deportivamente en la Asociación Atlética Estudiantes de Río Cuarto, pero debutó profesionalmente con River Plate, equipo en el que estuvo cinco temporadas. Cuando debutó era suplente de Roberto Bonano, quien luego fue transferido al FC Barcelona, dejando su lugar a Costanzo. Luego peleó el puesto con Germán Lux. 
Jugó un total de 82 partidos en la liga argentina y ganó tres Torneos Clausura con River Plate, en 2002, 2003 y 2004. También llegó a la final de la Copa Sudamericana, la cual perdió contra Cienciano de Perú.

### Deportivo Alavés
Durante la temporada 2005-2006, es fichado por el Deportivo Alavés de la Liga Española. Debuta con este equipo en la Primera División de España el 21 de septiembre de 2005 en el partido ante el Málaga CF, con una igualdad sin goles. En la derrota por la mínima ante el FC Barcelona, le ataja un penal a Ronaldinho Gaucho; por entonces, el mejor jugador del mundo. Su equipo, Alavés, descendió a Segunda División de España en esta temporada. Franco lleva por número el 1 compartiendo como en River el puesto con Roberto Bonano.

### FC Basel
En julio de 2006 ficha por el Basilea de Suiza, a cambio de dos millones de euros por el 85% de su pase. En los cinco años que estuvo en el cuadro suizo, logra seis títulos: Tres ligas y tres copas suizas. Siempre jugó con el dorsal 1. 
En varios encuentro, es nombrado la figura del partido, y se transforma en el capitán del equipo. Llega con el FC Basel a los octavos de final de la Copa UEFA, siendo eliminado por el Sporting de Lisboa.
En el primer semestre de 2011, el conjunto suizo se corona campeón y Costanzo se despide del club, al terminarse su contrato.

### Olympiacos y retiro
Tras su periplo por el Basel de Suiza, llega al Olympiacos de Grecia, con el que gana la Super Liga de Grecia en la temporada 2011-2012. En 2012, luego de haber dejado el cuadro griego, hace oficial su retiro del fútbol profesional con solo 31 años de edad.

### Universidad Católica
En junio de 2013, vuelve a la actividad -luego de un año de su retiro- tras el llamado de José María Buljubasich, exportero y actual gerente técnico de Universidad Católica, para ser una alternativa al golero Cristopher Toselli, seleccionado chileno. Con la UC, debuta oficialmente en el triunfo por 4-0 ante AC Barnechea por Copa Chile 2013/14.
Posteriormente, jugó un encuentro ante Palestino (0-0), dos frente a Curicó Unido (1-1 y 2-0) y otros dos ante O'Higgins de Rancagua (1-2 y 2-1), siempre por la Copa Chile 2013/14. Es en este último encuentro ante los celestes por la revancha de los cuartos de final, en donde se transforma en figura y se gana el cariño de la parcialidad cruzada; ataja tres lanzamientos en la definición a penales y le permitió a Católica acceder a las semifinales del torneo. 
En 2014 debuta en el Campeonato de Primera División, entrando en el segundo tiempo ante Audax Italiano por el Torneo Clausura, luego de que el arquero titular Cristopher Toselli fuera expulsado.
Debido a sus buenas actuaciones la Universidad Católica, le renovó contrato hasta junio de 2017, y tras llegar esa fecha, se firmó una extensión por seis meses más.A fines de 2017, anuncia su retiro del fútbol profesional.

### Selección nacional
Ha jugado partidos internacionales con la selección de fútbol de Argentina en dos ocasiones.

## Clubes

### Estadísticas
- Actualizado el 5 de diciembre de 2017.

| River Plate Argentina |               |               |      |      |     |     |     |      |      |      |
| 1.ª | 2000/01       | 19            | -27  | -    | -   | 11  | -15 | 30   | -42  |      |
| 1.ª | 2002/03       | 6             | -8   | -    | -   | 1   | 0   | 7    | -8   |      |
| 1.ª | 2003/04       | 22            | -31  | -    | -   | 14  | -14 | 36   | -45  |      |
| 1.ª | 2004/05       | 32            | -36  | -    | -   | 11  | -17 | 43   | -53  |      |
| 1.ª | 2005/06       | 4             | -5   | -    | -   | -   | -   | 4    | -5   |      |
| Total club | Total club    | 83            | -107 | 0    | 0   | 37  | -46 | 120  | -153 |      |
| Alavés · España |               |               |      |      |     |     |     |      |      |      |
| 1.ª | 2005/06       | 31            | -48  | -    | -   | -   | -   | 31   | -48  |      |
| Total club | Total club    | 31            | -48  | 0    | 0   | 0   | 0   | 31   | -48  |      |
| Basel · Suiza |               |               |      |      |     |     |     |      |      |      |
| 1.ª | 2006/07       | 33            | -37  | -    | -   | 7   | -10 | 40   | -47  |      |
| 1.ª | 2007/08       | 28            | -33  | -    | -   | 9   | -5  | 37   | -38  |      |
| 1.ª | 2008/09       | 28            | -32  | -    | -   | 10  | -20 | 38   | -52  |      |
| 1.ª | 2009/10       | 20            | -17  | 1    | 0   | 8   | -7  | 29   | -24  |      |
| 1.ª | 2010/11       | 32            | -37  | -    | -   | 12  | -16 | 44   | -53  |      |
| Total club | Total club    | 141           | -156 | 1    | 0   | 46  | -58 | 188  | -214 |      |
| Olympiacos · Grecia |               |               |      |      |     |     |     |      |      |      |
| 1.ª | 2011/12       | 6             | -7   | -    | -   | 3   | -4  | 9    | -11  |      |
| Total club | Total club    | 6             | -7   | 0    | 0   | 3   | -4  | 9    | -11  |      |
| Universidad Católica · Chile |               |               |      |      |     |     |     |      |      |      |
| 1.ª | 2013/14       | 2             | -2   | 8    | -7  | -   | -   | 10   | -9   |      |
| 1.ª | 2014/15       | 34            | -54  | 1    | 0   | 2   | -4  | 37   | -58  |      |
| 1.ª | 2015/16       | 3             | -3   | 6    | -9  | -   | -   | 9    | -12  |      |
| 1.ª | 2016/17       | 4             | -5   | 6    | -8  | -   | -   | 10   | -13  |      |
| 1.ª | 2017          | 1             | 0    | 4    | -5  | -   | -   | 5    | -5   |      |
| Total club | Total club    | 44            | -64  | 25   | -29 | 2   | -4  | 71   | -97  |      |
| Total carrera | Total carrera | Total carrera | 306  | -382 | 26  | -29 | 88  | -112 | 419  | -523 |
| (1) Incluye datos de Copa de Suiza y Copa Chile. (2) Incluye datos de Copa Libertadores, Copa Mercosur, Copa Sudamericana, UEFA Europa League y UEFA Champions League. (3) No incluye goles en partidos amistosos. |               |               |      |      |     |     |     |      |      |      |

## Títulos

### Torneos nacionales
| Título             | Equipo               | País      | Año     |
| ------------------ | -------------------- | --------- | ------- |
| Primera División   | River Plate          | Argentina | 2002-C  |
| Primera División   | River Plate          | Argentina | 2003-C  |
| Primera División   | River Plate          | Argentina | 2004-C  |
| Copa Suiza         | Basel                | Suiza     | 2006-07 |
| Super Liga Suiza   | Basel                | Suiza     | 2007-08 |
| Copa Suiza         | Basel                | Suiza     | 2007-08 |
| Super Liga Suiza   | Basel                | Suiza     | 2009-10 |
| Copa Suiza         | Basel                | Suiza     | 2009-10 |
| Super Liga Suiza   | Basel                | Suiza     | 2010-11 |
| Liga de Grecia     | Olympiacos           | Grecia    | 2011-12 |
| Primera División   | Universidad Católica | Chile     | 2016-C  |
| Supercopa de Chile | Universidad Católica | Chile     | 2016    |
| Primera División   | Universidad Católica | Chile     | 2016-A  |

### Torneos internacionales
| Título              | Equipo                 | Sede      | Año  |
| ------------------- | ---------------------- | --------- | ---- |
| Sudamericano Sub-20 | Selección de Argentina | Argentina | 1999 |

Otros logros
- Subcampeón de la Copa Sudamericana 2003 con River Plate